# Beaumont-sur-Dême
Beaumont-sur-Dême is een gemeente in het Franse departement Sarthe (regio Pays de la Loire) en telt 337 inwoners (1999). De plaats maakt deel uit van het arrondissement La Flèche.

## Geografie
De oppervlakte van Beaumont-sur-Dême bedraagt 13,7 km², de bevolkingsdichtheid is 24,6 inwoners per km².
De onderstaande kaart toont de ligging van Beaumont-sur-Dême met de belangrijkste infrastructuur en aangrenzende gemeenten.

## Demografie
Onderstaande figuur toont het verloop van het inwonertal (bron: INSEE-tellingen).